# Tricoceps minutus
Tricoceps minutus är en insektsart som beskrevs av William D. Funkhouser 1919. Tricoceps minutus ingår i släktet Tricoceps och familjen hornstritar. Inga underarter finns listade i Catalogue of Life.